# الهلج (فرع العدين)

تعديل مصدري - تعديل

الهلج هي إحدى قرى عزلة العاقبة بمديرية فرع العدين التابعة لمحافظة إب، بلغ تعداد سكانها 817 نسمة حسب تعداد اليمن لعام 2004.